# Acrolophus galeata
Acrolophus galeata är en fjärilsart som beskrevs av Walker 1864. Acrolophus galeata ingår i släktet Acrolophus och familjen Acrolophidae. Inga underarter finns listade i Catalogue of Life.